# Tororo
Tororo  este un oraș  în  Uganda. Este reședinta  districtului Tororo.